# فرینگ، نورفک
فرینگ (به انگلیسی: Fring) یک روستا و محله مدنی در بریتانیا است که در King's Lynn and West Norfolk واقع شده‌است. فرینگ ۶٫۹۳ کیلومتر مربع مساحت دارد.